# Jentrix Shikangwa
Jentrix Shikangwa, née le 27 novembre 2001, est une footballeuse kényane évoluant au poste d'attaquante.

## Biographie

### Famille
Jentrix Shikangwa est issue d'une famille de footballeurs : son frère Derrick Anami est un footballeur professionnel tandis que sa sœur Jackline Ashiza est une footballeuse internationale.

### Carrière en club
Jentrix Shikangwa pratique le football depuis l'école primaire, et atteint la finale des jeux scolaires nationaux avec le lycée Wiyeta. Elle est alors repérée par les Vihiga Queens qui la recrutent ; elle y remporte trois titres de championne du Kenya consécutifs.

### Carrière en sélection
Après avoir joué pour la sélection nationale des moins de 20 ans, elle joue son premier match avec l'équipe du Kenya en 2018, marquant d'entrée contre l'Éthiopie.. Elle remporte le Championnat féminin du CECAFA en 2019 avec la sélection kényane ; elle est la meilleure buteuse de ce tournoi avec 10 buts, dont les 2 seuls buts de la finale.

## Palmarès

### En club
Vihiga Queens
- Championnat du Kenya
  - Championne en 2017, 2018 et 2019

### En sélection
Kenya
- Championnat féminin du CECAFA
  - Vainqueur en 2019[4]